# Nüshu

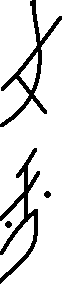
Nüshu geschre-
ven in het Nüshu

Nüshu is een syllabisch schrift dat in de provincie Hunan in China werd gebruikt door vrouwen. Vrouwen werden niet geacht te leren schrijven en ontwikkelden daarom hun eigen schrift, dat ze in het geheim aan elkaar leerden en dat dus alleen door vrouwen werd gebruikt.
Anders dan het gewone Chinese schrift, waarbij elk karakter een woord of een deel van een woord is, was het vrouwenschrift fonetisch.
Er zijn nog maar een paar manuscripten in het vrouwenschrift over, en de laatste vrouw die het schrift kende, Yang Huanyi, overleed op 20 september 2004.
Hoewel er niemand bestaat die het schrift nog kan schrijven, zijn er onderzoekers geweest die een soort woordenboek hebben kunnen samenstellen, dat uit 1800 karakters bestaat.